# Cronologia de la dinastia Qing
La Dinastia Qing d'origen manxú va governar Xina durant quasi 250 anys entre 1644 i 1912, amb èpoques de gran esplendor (regnat de l'emperador Qianlong) fins a la total desaparició de la dinastia amb la proclamació de la primera República de la Xina l'any 1912.
| Dates     | Esdeveniments |
| --------- | --- |
| 1644      | Els manxús ocupen Pequín. Suïcidi del darrer emperador de la dinastia Ming (Chongzhen). Inici del regnat de l'Emperador Shunzhi dels Qing Inicialment va governar com a regent l'oncle de Shunzi, Dorgon fill de Nurhaci. |
| 1645      | Els manxús imposen a tota la població masculina xinesa l'obligació sota pena de mort, portar els cabells en forma de cua trenada.                                                                                         |
| 1646      | Els manxús ocupen les zones de Zhejiang, Fujian i Sichuan. |
| 1647      | Ocupació de Guangdong (Canton). Queda finalitzat el codi "Daqing Lu" |
| 1650      | El Princep Dorgon mor a Kharahotun (província de Hebei). |
| 1651      | El sistema d'exàmens agrupa els candidats Manxús i Mongols en una categoria i els Han en una altra. |
| 1659      | Arribada dels missioners jesuïtes Martino Martini i Ferdinand Verbiest. |
| 1661-62   | Mort l'emperador Shunzi. Inici del regnat de l'emperador Kangxi, inicialment amb la regència d'Oboi. Finalitza la resistència dels Ming del Sud.                                                                          |
| 1668      | Prohibició als xinesos d'instal·larse a Manxúria. Terratrèmol de Shandong de 1668. |
| 1669      | Kangxi condemna a mort a Oboi. |
| 1673      | Revoltes a Fujian i Guangdong. Rebel·lió de Wu Sangui. |
| 1674-81   | Rebel·lió dels "Tres Feudataris" (san fan zhi luan). |
| 1678-79   | Els jungars (o dzungars) ocupen la Conca del Tarim. |
| 1681      | Els Qing ocupen Yunnan. |
| 1683      | Conquista de Taiwan. |
| 1689      | Tractat de Nerchinsk amb Rússia i delimitació de les fronteres entre Xina i Rússia. |
| 1697      | Ocupació de Mongolia. |
| 1700      | A la Xina es comença a fumar tabac barrejat amb opi |
| 1716      | Publicació del Diccionari Kangxi. |
| 1717      | Els dzungars ocupen el Tibet. |
| 1722      | Mort l'emperador Kangxi. |
| 1723      | Inici del regnat de l'emperador Yongzhen. Guerra civil al Tibet. |
| 1730      | Terratrèmol a Pequín. |
| 1735      | Mort l'emperador Yongzhen. |
| 1736      | Inici del regnat de l'emperador Qianlong. |
| 1742      | L'emperador Qianlong s'oposa al taoïsme i qualsevol proselitisme es prohibeix. |
| 1744-89   | Inquisició liter'aria amb destrucció de 2300 llibres |
| 1746-49   | Sublevació a Jinchuan al nord-est de Sichuan. |
| 1755      | Inici de les 10 Grans Campanyes militars. |
| 1756-57   | Extermini dels dzungars. |
| 1757      | El comerç amb els països europeus i els Estats Units queda limitat al port de Canton. |
| 1758-50   | Conquesta de la Conca del Tarim-. |
| 1759      | L'Imperi assoleix la seva màxima extensió (13 milions de km²) |
| 1762      | La Xina supera els 200 milions d'habitants. |
| 1765      | Revolta dels musulmans a Xinjiang. |
| 1767      | Inici campanyes militars a Birmània. |
| 1771      | Revolta al nord-oest de Sichuan. |
| 1774      | Revolta de la secta "Lotus Blanc" al nord de la Xina. Inici de l'inquisició literària. |
| 1777      | Mort de Dai Zhen. |
| 1781-1784 | Revoltes a Gansu. Conflictes amb el líder musulmà Ma Mingxin. |
| 1787-1792 | Repressió contra les revoltes de Taiwan. Accions militars a Vietnam, al Tibet i a Nepal. |
| 1793-95   | Revoltes a Henan, Shaanxi, Sichuan i Hebei. Qianlong abdica i traspassa el poder al seu fill l'emperador Jiaqing. |
| 1793      | Ambaixada britànica amb George Macartney. |
| 1799      | Mort l'emperador Qianlong. |
| 1800      | Prohibició de cultivar i fumar opi. |
| 1802-03   | Sublevacions a Yunnan i a Canton. |
| 1805      | Mesures contra els xinesos convertits al cristianisme. |
| 1807      | Arribada de missiones protestants. Desordres dins l'exèrcit. |
| 1811-14   | Revoltes de la secta "Tianlijiao" a Shandong i a Hebei. |
| 1812      | La Xina supera els 360 milions d'habitants. |
| 1813      | La secta Tianlijiao fa un intent per derrocar l'emperador. |
| 1816      | Segona ambaixada britànica amb Lord Amherst. |
| 1820      | Mort l'emperador Jiaqing. |
| 1821      | Inici del regnat de l'emperador Daoguang. |
| 1825      | Secessió dels musulmans de Xinjiang. |
| 1830      | Expulsió dels darrers missioners jesuïtes. |
| 1839-41   | Primera Guerra de l'Opi. |
| 1842      | Tractat de Nanjing. Xina cedeix Hong-Kong a la Gran Bretanya. Els ports de Canton, Xangai, Amoy, Fuzhou i Ningbo s'obren al comerç de l'opi.                                                                              |
| 1843      | Tractat de Bogue amb el Regne Unit. |
| 1844      | Tractat de Wanghia amb els Estats Units. |
| 1845      | Tractat de Whampoa amb França. |
| 1846      | La Xina supera el 421 milions d'habitants |
| 1849      | Problemes d'usabilitat del Gran Canal |
| 1850      | Mort l'emperador Daoguang. La Xina supera els 430 milions d'habitants. |
| 1851      | Inici del regnat de l'emperador Xianfeng. |
| 1850-64   | Rebel·lió dels Taiping. |
| 1855      | Grans inundacions (Riu Groc). Sublevació dels musulmans a Yunnan. |
| 1856      | Segona Guerra de l'Opi. |
| 1858      | Tractat de Tianjin. |
| 1860      | Els aliats occidentals ocupen Pequín. Convenció de Pequín amb el Regne Unit, França i Rússia. |
| 1861      | Mort l'emperador Xianfeng. Inici del Moviment d'auto-enfortiment. |
| 1862      | Secessió dels territoris musulmans de Xinjiang. |
| 1862      | Inici del regnat de l'emperador Tongzhi |
| 1867-1908 | L'emperadriu Cixi controla tot l'aparell de l'Estat. |
| 1868      | Aldarulls a Yangzhou. |
| 1874      | Mort l'emperador Tongzhi |
| 1875      | Inici del regnat de l'emperador Guangxu. |
| 1882      | El Congrés dels Estats Units aprova la "Chinese Exclusion Act". |
| 1884-85   | Guerra amb França, amb el posterior Tractat de Tientsin. |
| 1894-95   | Guerra amb Japó, amb el posterior Tractat de Shimonoseki. Xina cedeix Taiwan al Japó. |
| 1895      | Sorgeix la premsa política. Moviment polític "Gongche Shangshu". |
| 1898      | Reforma dels cent dies. La Xina cedeix territoris a les potencies occidentals. Creació del Banc Comercial de China. |
| 1900      | Rebel·lió dels bòxers. |
| 1901      | Protocol Boxer amb Japó, Rússia, França,Alemanya, Itàlia, Imperi Austro-Hongarès, Bèlgica, Espanya i Països Baixos. |
| 1902      | Una llei prohibeix l'embenatge del peus de les dones. |
| 1904-05   | Guerra russo-japonesa que guanyà el Japó. |
| 1905      | S'aboleix el sistema d'exàmens. |
| 1905      | Sun-Yat-sen crea la "Tongmenghui", inici del futur Guomingdang (Partit Nacionalista). |
| 1908      | Mort l'emperador Guangxu i l'emperadriu Cixi. |
| 1909      | Inici del regnat de l'emperador Xuantong (Puyi). |
| 1911      | Insurrecció republicana a Wuchang i esfondrament de la dinastia Qing. |
| 1912      | Proclamació de República de la Xina. Abdicació de l'emperador. Fi de la dinastia Qing i del sistema imperial xinès. |